# Königlich Bayerisches 1. Ulanen-Regiment „Kaiser Wilhelm II., König von Preußen“

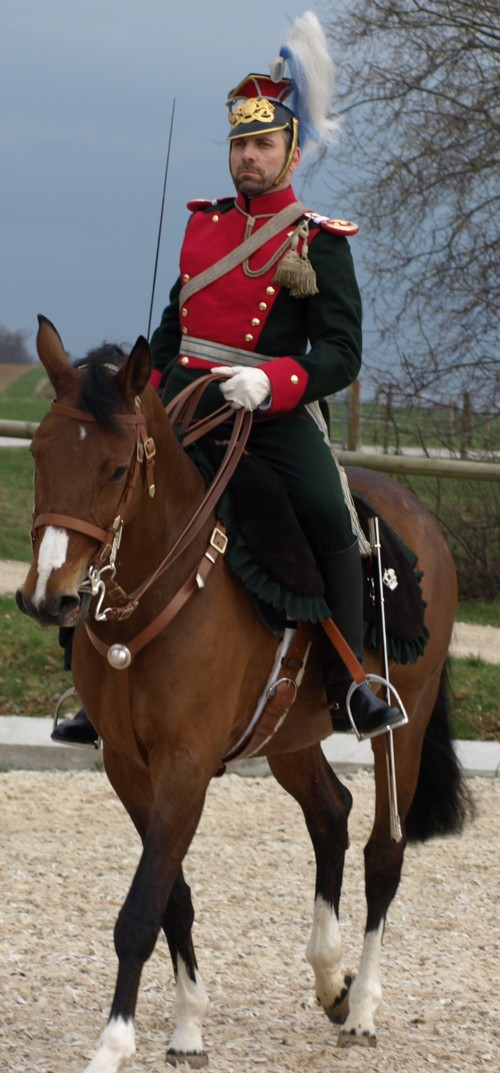
Rittmeister des Königlich-Bayerischen 1. Ulanen-Regiments in Parade (nachgestellt 2008)

Das 1. Ulanen-Regiment „Kaiser Wilhelm II., König von Preußen“  (auch als „Bamberger Ulanen“, „Kaiser-Ulanen“ oder unter dem Spitznamen „Sekt-Ulanen“ bekannt) war ein Ulanenregiment der Bayerischen Armee, das in Bamberg stationiert und 1914 der 4. Kavallerie-Brigade unterstellt war.
Das Regiment wurde 1863 aufgestellt und nahm am Deutschen Krieg (1866), am Deutsch-Französischen Krieg (1870/71) und am Ersten Weltkrieg (1914–1918) teil. 1919 wurde es aufgelöst.

## Geschichte

### Vorläufer zur Zeit der Befreiungskriege
Ein Ulanen-Regiment wurde von König Maximilian I. Joseph am 19. August 1813 während der Befreiungskriege in Aschaffenburg aufgestellt und am 30. Juni 1822 wieder aufgelöst. Ulanen hatten sich als Lanzenreiter nach polnischem Vorbild während der napoleonischen Kriege vielfach bewährt und wurden nun von vielen Armeen in Europa in großer Zahl aufgestellt. Das Regiment verlegte am 11. Juni 1815 aus der Garnison Aschaffenburg nach Frankreich, um am letzten Feldzug gegen Napoleon teilzunehmen, war aber nicht mehr an Kampfhandlungen beteiligt.

### Aufstellung und Entwicklung
Das Regiment wurde am 21. Dezember 1863 auf Befehl Königs Maximilian II. in Dillingen und Augsburg aufgestellt. Es wurde aus der 3. Division (5. und 6. Eskadron) des 3. Chevaulegers-Regiments sowie der 3. Division (5. und 6. Eskadron) des 4. Chevaulegers-Regiments gebildet. Zum ersten Regimentskommandanten wurde der Bürgerliche Georg Korb ernannt. Am 29. Mai 1864 wurde König Ludwig II. Regimentsinhaber, das schon am 25. Mai 1864 die Bezeichnung 1. Ulanen-Regiment „König Ludwig II.“ trug. Bereits am 6. Juli 1864 wurde jedoch Nikolaus Alexandrowitsch, Großfürst von Russland, zum Inhaber ernannt, was am selben Tag zur Umbenennung in 1. Ulanen-Regiment „Großfürst Nikolaus“ führte. Nach dem frühen Tod des Großfürsten am 24. April 1865 hieß es ab demselben Tag 1. Ulanen-Regiment „vacant Großfürst Nikolaus“.

### Krieg gegen Preußen1866
Am 2. Juni 1866 trat das Regiment mit vier Eskadronen mit 443 Pferden an; die 5. Eskadron war als Depot-Eskadron mit 170 Mann und 175 Pferden vorgesehen. Eine 6. (Reserve-)Eskadron mit 205 Mann und 150 Pferden wurde aufgestellt. Es war der 1. leichten Kavallerie-Brigade unter Generalmajor Herzog Ludwig in Bayern dem Reserve-Kavallerie-Korps unter General der Kavallerie Fürst von Thurn und Taxis unterstellt. Das Regiment war nur am 10. Juli 1866 bei der Affaire zu Hammelburg beteiligt. Dort verlor es beim Saale-Übergang durch preußischen Artilleriebeschuss zwölf Verwundete, von denen vier später verstarben, sowie 24 Pferde. Am 1. September kehrten die 1. Ulanen nach Dillingen zurück, ohne an weiteren Kampfhandlungen teilgenommen zu haben.
Im Jahre 1867 wurde die 3. Eskadron des 3. Ulanen-Regiments aufgenommen. Das Regiment war nun in fünf Eskadrons mit 962 Ulanen und 626 Pferden gegliedert. Am 11. Oktober 1868 wurde Moritz Graf von Ysenburg-Philippseich zum Kommandanten des Regiments ernannt.

### Deutsch-Französischer Krieg 1870/71
In den Krieg von 1870/71 gegen Frankreich zog das Regiment unter Oberst Graf von Ysenburg am 2. August 1870 mit zwanzig Offizieren, fünf Beamten, 528 Ulanen, 22 Trainpferden und sieben Fahrzeugen. Die Säbel wurden in der Schleifmühle von Donau-Altheim kriegsmäßig geschliffen. Verladen auf der Bahnstation Offingen wurde es in drei Zügen nach Bruchsal transportiert, von wo die bayerische Ulanenbrigade (1. und 2. Ulanen-Regiment) unter Generalmajor Freiherr von Mulzer nach Frankreich marschierte. Die Ulanenbrigade war dem II. Armee-Korps unter General der Infanterie Jakob von Hartmann im Verband der III. Armee (Kronprinz Friedrich Wilhelm von Preußen) unterstellt, welche in das Nordelsass einmarschierte.
In der Schlacht bei Wörth, in der die III. Armee am 6. August 1870 das I. Armeekorps der französischen Rheinarmee unter Marschall Mac Mahon besiegte, kamen die Ulanen – als Reserve eingesetzt – zu keinem Feindkontakt außer wirkungslosem französischem Artilleriefeuer. Zu spät zur Verfolgung der geschlagenen Franzosen angesetzt, konnte das Regiment am 7. August 1870 im Nachsetzen nur mehr vereinzelte französische Versprengte gefangen nehmen.
Die III. Armee verlor den Kontakt zu den Franzosen und marschierte nach Westen Richtung Chalon, wo Mac Mahon die Reste seines geschlagenen Armeekorps und weiterer französischer Korps zu einer neuen Armee sammelte. Im Zug des allgemeinen Vormarsches erreichte das Regiment am 13. August die Gegend von Dieuze und nahm am 14. August an der Kapitulation von Marsal teil. Danach marschierte das Regiment weiter auf Toul (16. August), das Widerstand leistete und von der Reitenden Batterie Massenbach beschossen wurde. Am nächsten Tag umging die Ulanenbrigade Toul südlich durch Durchschwimmen der Mosel und marschierten weiter nach Westen Richtung Bar-le-Duc.
Die Lage änderte sich grundlegend, als vom 16. bis 18. August die französische Rheinarmee unter Marschall Bazaine bei Metz in mehreren Schlachten von der I. und II. preußischen Armee geschlagen wurde und sich in der Festung Metz einschließen lassen musste. Nach mehrtägigem Aufklärungs- und Vorpostendienst im Zusammenhang mit dem weiteren Vormarsch erreichte die Ulanenbrigade dem II. Korps voraus am 25. August die Gegend 30 km südöstlich von Chalon.
Nun wurde dem deutschen Oberkommando klar, dass sich Mac Mahon mit seiner Armee nicht mehr in Chalon aufhielt, sondern von Norden her versuchte, die französische Rheinarmee in Metz zu entsetzen. Das bayerische II. Korps, das am 25. August Charmont erreicht hatte, wurde ab 26. August im Verbund der III. Armee als Teil einer groß angelegten Zangenbewegung nach Norden angesetzt. Das Regiment sammelte nach Gewaltmärschen am 27./28. August in Ripont, um sich bei Binorville wieder dem bayerischen II. Armee-Korps anzuschließen.
Am 30. August war Mac Mahon bei Sedan von den deutschen Armeekorps eingekreist. Das Regiment nahm am 1. September als Teil des südlichen Einschließungsrings an der Schlacht bei Sedan teil, hatte jedoch keine wesentliche Feindberührung. Sie wurden vom II. Armee-Korps zunächst in Bereitschaftsstellung hinter den nördlichen Waldstücken des Bois de la Marfee gehalten und dann während der letzten Durchbruchsversuche französischer Truppen gegen 2:30 nachmittags mehr nach dem linken Flügel an die Straße von Sedan nach Mezieres herangezogen.
Nach der Schlacht von Sedan marschierte das Regiment als Teil des allgemeinen Vormarschs auf Paris, sicherte und klärte dabei auf und hatte mehrmals Kontakt mit Francs-tireurs. Am 17. September wurde das linke Seine-Ufer bei Corbeil erreicht. Am 19. September wurde der Ring um Paris vollständig geschlossen. Für die nächsten Monate bis Kriegsende waren die Ulanen zur Sicherung des südlichen Einschließungrings von Paris eingesetzt und hatten in Massy Quartier.
Nach der Kapitulation von Paris durfte das Regiment am 1. März 1871 an der Siegesparade in Paris teilnehmen. Die Ulanen traten anschließend den Rückmarsch an, wobei die 1. Eskadron als Teil der Okkupationsarmee bis August 1873 in Frankreich verblieb, wo sie in Donchery und zeitweilig in Sedan untergebracht war. Das Gros des Regiments marschierte über Sezanne, Vitry nach Maxau, verlud dort am 27. Juni 1871 in drei Eisenbahnzüge und erreicht in der Nacht vom 27./28. Juni Günzburg, wo entladen wurde. Am 28. Juni kehrte das Regiment nach Dillingen zurück.
Die Verluste des Regiments waren in diesem Krieg gering: sieben Tote, drei Verwundete und 96 Erkrankte. Bei den Pferden wurden drei durch Schusswunden getötet, sieben wegen Krankheiten eingeschläfert und 52 erkrankten.

### Zwischen Deutsch-Französischem Krieg und Erstem Weltkrieg

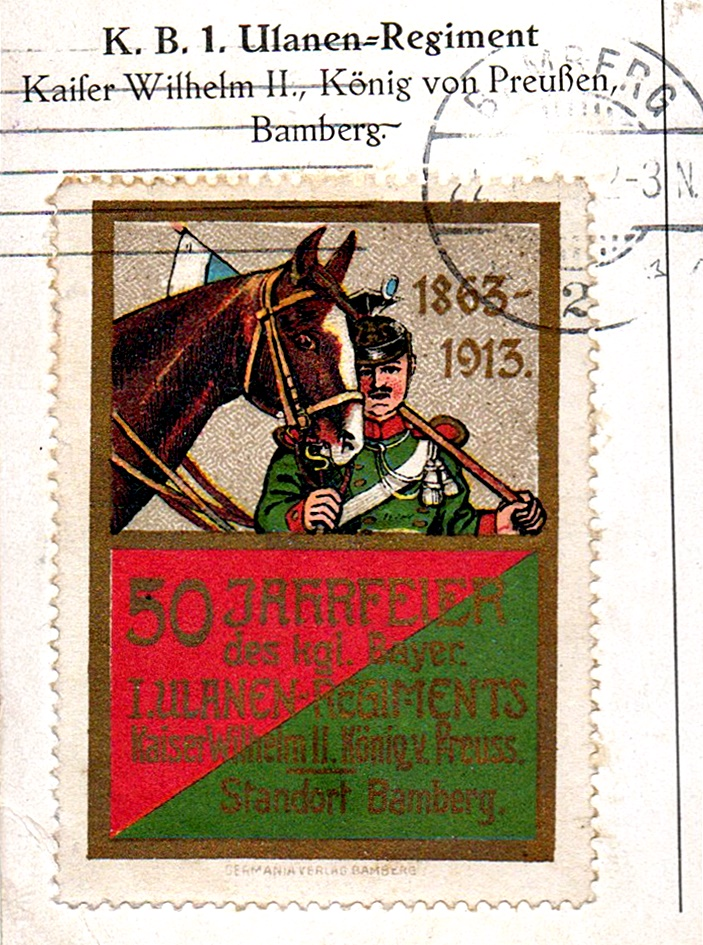
Private Gedenkmarke zum 50. Regimentsjubiläum, 1913

Am 17. Juli 1871 wurde Generalfeldmarschall Kronprinz Friedrich Wilhelm von Preußen zum Inhaber des Regiments ernannt, das am selben Tage in 1. Ulanen-Regiment „Kronprinz Friedrich Wilhelm“ umbenannt wurde. Im September 1872 wurde das Regiment nach Bamberg verlegt. Von 1872 bis 1887 befand sich eine Eskadron im zweijährigen Wechsel in Neustadt an der Aisch. Am 4. Juli 1882 erhielt das Regiment seine Standarte. Nachdem Kronprinz Friedrich Wilhelm seinem verstorbenen Vater Wilhelm I. als Kaiser der Deutschen nachgefolgt war, änderte das Regiment am 9. März 1888 seine Bezeichnung in 1. Ulanen-Regiment „Kaiser Friedrich III., König von Preußen“. Nachdem Friedrich III. bereits am 15. Juni 1888 verstorben war, wurde am 19. Juni 1888 dessen Sohn, Kaiser Wilhelm II., zum Inhaber des Regiments ernannt, das ab sofort die Bezeichnung 1. Ulanen-Regiment „Kaiser Wilhelm II., König von Preußen“ führte. Im Jahre 1890 wurde Max Emanuel Herzog in Bayern à la suite des Regiments gestellt, der einen Betrag von 3000 Reichsmark stiftete, dessen Zinsen für die Unterstützung von Offizieren und Unteroffizieren des Regiments verwendet werden sollten. Am 8. Februar 1896 gab es drei Unteroffiziere, 24 Ulanen und 27 Pferde an das Meldereiter-Detachement des II. Armee-Korps nach Nürnberg ab. Im Jahre 1897 wurde Friedrich Wilhelm, Kronprinz von Preußen, à la Suite des Regiments gestellt. Am 16. Juli 1900 meldeten sich ein Trompeter und fünf Mann, am 23. August ein Lieutenant freiwillig zur China-Expedition. Am 28. September 1900 wurden zwei Unteroffiziere und fünf Mann mit fünfzehn Pferden zur Eskadron Jäger zu Pferde des I. Armee-Korps abgegeben. Am 15. Oktober 1911 wurde Oberstleutnant Eduard Freiherr von Crailsheim zum Regimentskommandeur ernannt.
Das Regiment, das neben dem Leibregiment und dem 1. Schweren-Reiter-Regiment als eines der drei „vornehmen“ Regimenter der Bayerischen Armee galt, wies einen überdurchschnittlich hohen Anteil an adeligen Offizieren auf. Mitglieder der Familien Egloffstein, Guttenberg, Stauffenberg und Wittelsbach (z. B. Max Emanuel in Bayern) dienten in diesem Verband. Dazu gibt es die folgende Anekdote: Da zeitweise bis zu sechs Mitglieder der Familie Gebsattel in der Einheit dienten, soll Wilhelm II. das Regiment als Gebsattel-Regiment bezeichnet haben.

### Erster Weltkrieg

#### 1914

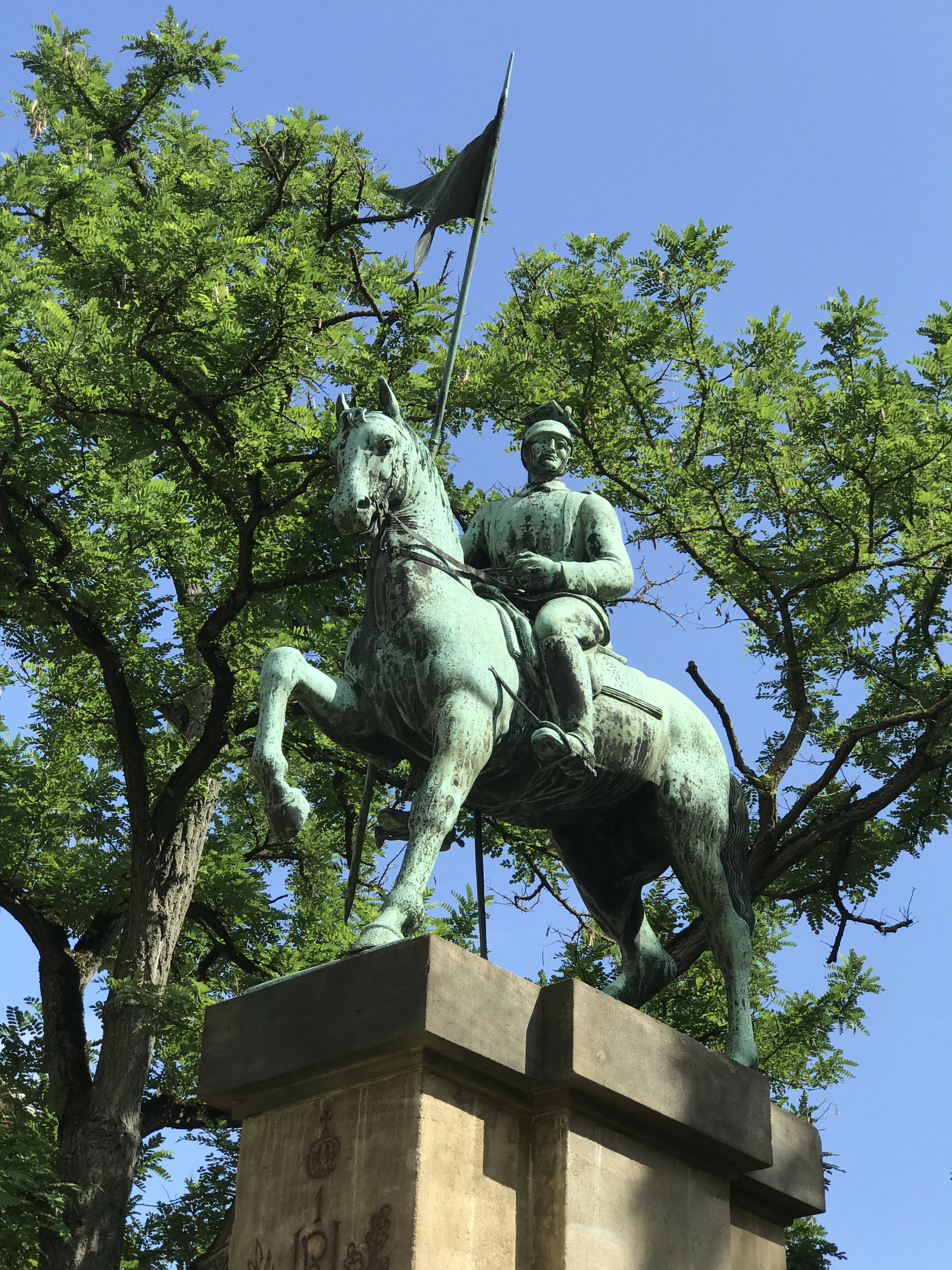
Ulanendenkmal am Ulanenplatz in Bamberg

Das Regiment trat am 3. August 1914 in Stärke 33 Offiziere, 654 Ulanen, 729 Pferde und 19 Fahrzeuge an. Es war in vier Feld-Eskadrons gegliedert, die 2. Eskadron war die Ersatz-Eskadron. Zudem wurden im August die 2. und 3. Landsturm-Eskadron des II. Armee-Korps errichtet. Als Teil der 6. Armee wurde es zunächst an der Westfront eingesetzt. Am 11. August 1914 nahmen drei Eskadronen unter der Ulanen-Brigade an der Attacke bei Lagarde teil, wobei die Brigade elf Geschütze, mehrere Maschinengewehre und einen Adler erbeutete; sie nahm zudem 1400 Franzosen gefangen. Das Regiment verlor im Zuge der Attacke an Gefallenen vier Offiziere, 31 Ulanen und 29 Pferde, an Verwundeten drei Offiziere, 61 Ulanen und dreizehn Pferde sowie an Vermissten 32 Ulanen und 87 Pferde. Am 20. August wurde der Brigade der Ersatz von vier Offizieren, 88 Ulanen und 120 Pferden zugeteilt. Im September 1914 trafen zwei Ersatztransporte mit drei Offizieren, 93 Ulanen und 139 Pferden ein. Beim Gefecht bei Hazebrouck am 9. Oktober 1914 nahm es im Rahmen der Kavallerie-Division teil. Es hatte dabei Verluste an zehn Gefallenen, 38 Verwundeten und acht Vermissten zu beklagen. Die Regimentsgeschichte erwähnt das Eindringen von einigen Ulanen in Ypern im Oktober 1914 – damit wären sie die einzigen deutschen Truppen, denen das gelungen ist. Im Gefecht bei Partyntie Ferme am 21. Oktober 1914 traf es besonders die 4. Eskadron, die nur noch 28 Ulanen einsatzbereit hatte. Am 19. November 1914 wurden Ersatz von 180 Ulanen, 156 Pferden und zwei Waggons Material übernommen.

#### 1915
Anfang 1915 wurde das Regiment mit der bayerischen Kavallerie-Division an die Ostfront nach Kielmy verlegt. Am 8. Februar traf Ersatz von 41 Ulanen und 63 Pferden ein. Am 20. März 1915 hatte das Regiment einen Offizier, zwei Unteroffiziere und 19 Ulanen zur Radfahrer-Kompanie der Kavallerie-Division abzugeben. Im Gefecht bei Kielmy am 28. April 1915 kämpfte es im Rahmen der Kavallerie-Division und verlor vierzehn Offiziere, 145 Ulanen und 83 Pferde. Am 19. Mai 1915 meldete sich ein Oberleutnant mit 200 Ulanen als Ersatz beim Regiment. Generalmajor Freiherr von Crailsheim, der letzte Friedenskommandeur, der an der Spitze des Regiments die Attacke von Lagarde geritten und nun Kommandeur der Ulanen-Brigade war, wurde am 8. Mai 1915 bei einem Nachhutgefecht mit russischen Dragonern bei Krakinow durch einen Säbelstich schwer verwundet und verstarb auf dem Weg ins Lazarett. Crailsheim wurde für seine Tapferkeit am 8. Mai 1915 posthum mit dem Ritterkreuz des Militär-Max-Joseph-Ordens ausgezeichnet. Als sein Nachfolger wurde am 14. Juli 1915 Major Maximilian Zürn zum Regimentskommandeur ernannt. Das Regiment stieß bis Oktober 1915 weiter in Kurland vor. Nach Märschen kreuz und quer durch Litauen konnten sich die Ulanen bei der Einnahme der Stadt Soloki am 14. September 1915 besonders auszeichnen. Nach dem Ende des großen Vormarsches von 1915 war das Regiment dann im Stellungskrieg an der Komaika (Nebenfluss der Disna) in Litauen bis zum April 1916 eingesetzt.

#### 1916
Im Laufe des Jahres 1916 wurde General der Kavallerie Ludwig Freiherr von Gebsattel à la suite des Regiments gestellt. Am 1. Mai 1916 betrug die Verpflegungsstärke des Regiments achtzehn Offiziere, 816 Unteroffiziere und Ulanen sowie 860 Pferde. Im Juli 1916 wurde der Etat des Regiments herabgesetzt: 31 Unteroffiziere und 139 Ulanen wurden zur Ersatz-Eskadron versetzt. Als die Brussilow-Offensive der Russen die österreich-ungarische Front im Süden fast zusammenbrechen ließ, wurde das Regiment nach Wolhynien transportiert und war dort bis Februar 1918 am Stochod im infanteristischen Einsatz im Stellungskrieg. In den Abwehrgefechten bei Toboly von 18. bis 20. August 1916 konnte sich das Regiment im Kampf gegen überlegene Kräfte aller Waffen behaupten, dabei fielen vierzehn Ulanen, 59 wurden verwundet. Die Verluste wurden durch den am 25. August 1916 ankommenden Ersatz von zwei Offizieren, fünf Unteroffizieren und 95 Ulanen ausgeglichen. Vier Unteroffiziere und zwanzig Ulanen wurden zum Schutz der Ernte abkommandiert. Im September 1916 gab es 481 Pferde zur Kartoffelernte ins Deutsche Reich ab. In weiteren Gefechten bei Toboly von 9. bis 11. September 1916 musste das Regiment nochmals sechzehn gefallene und 86 verwundete Ulanen hinnehmen.

#### 1917
Am 3. und 4. April 1917 nahm das Regiment an der Erstürmung des Brückenkopfes von Toboly teil, dabei erbeutete es vier Maschinengewehre und sieben Minenwerfer, fünf russische Offiziere und 275 Mann wurden in Gefangenschaft geführt.

#### 1918/19
Ab 19. Februar 1918 wurde das Regiment aus der Front gezogen. Am 1. März 1918 wurde das Regiment in vier Schützen-Eskadronen zu 740 Mann sowie in zwei berittene Eskadronen mit 160 Ulanen umgegliedert. Am 8. März 1918 meldete das Regiment eine Verpflegungsstärke von 32 Offizieren, 96 Unteroffizieren und 664 Ulanen sowie 533 Reitpferde. Zudem verfügte es über 260 Beutepferde und 32 Ankaufpferden. Das Regiment nahm nun am Vormarsch in der Ukraine teil und kämpften sich im Bahnkrieg vornehmlich gegen die Bolschewiki über Kiew bis April 1918 nach Nowomoskowsk vor. Dort konnte das Regiment unter Verwendung russischer Kavalleriepferde wieder voll beritten gemacht werden. Bis Mai 1918 wurde weiter nach Südosten marschiert und an der Einnahme von Rostow mitgewirkt. Im Juni wurde das Regiment dann in die Kernukraine südlich von Kiew zurücktransportiert, um dort bis September einen Aufstand niederzuschlagen und die Aufständischen zu entwaffnen. Im Oktober und November 1918 erfolgten dann die Verlegungen in den Süden in die Nogaische Steppe und die Krim als Besatzungstruppen. Am 28. Oktober 1918 wurde Berthold Freiherr von Bibra zum Regimentskommandeur ernannt. Nach der Nachricht über den Ausbruch der Revolution in Deutschland marschierten das Regiment dann ab 28. November 1918 bis 4. Februar 1919 1800 km vom Schwarzen Meer durch die Ukraine, Litauen und Polen bis nach Ostpreußen. Der Rückmarsch erfolgte unter großen Schwierigkeiten bei bis zu −30 Grad Kälte, schlechter Unterkunft und Verpflegung und andauernden Kämpfen mit Banden und halbregulären feindlichen Truppen. Am 8. Januar 1919 fand das letzte Gefecht bei Zaslaw statt. Am 10. Februar 1919 kehrte das Regiment mit Bahntransport von Ostpreußen nach Bamberg zurück und ritt ein letztes Mal bejubelt von den Bambergern durch die Stadt.
Gesamtverluste während des Ersten Weltkriegs:
- Gefallene/an Verwundung Verstorbene: 16 Offiziere, 17 Unteroffiziere und 191 Mann
- Vermisste: 17 Mann

In Gefangenschaft gerieten vier Unteroffiziere und 29 Mann.

### Verbleib
Nach Unterzeichnung des Versailler Vertrages und nach Übergang der Wehrhoheit von Bayern auf die Weimarer Republik 1919 wurde das Regiment aufgelöst.
Die Tradition übernahm in der Reichswehr die 1. Eskadron des 17. (Bayerisches) Reiter-Regiments in Bamberg. Das Regiment wurde 1936 in Kavallerie-Regiment 17 umbenannt und 1939 zur Aufstellung von Aufklärungsabteilungen aufgelöst.

## Kommandeure
- 1813–1822: Oberst Georg Freiherr von Seckendorff
- 1863–1866: Oberst Georg Korb
- 1866–1873: Oberst Moritz Graf von Ysenburg
- 1873–1875: Oberstleutnant Friedrich Faber
- 1875–1883: Oberst Albrecht Negrioli
- 1883–1886: Oberst Karl von Kraft
- 1886–1889: Oberst Karl Trombetta
- 1889–1892: Oberstleutnant Ludwig von Poschinger
- 1892–1894: Oberstleutnant Karl Horadam
- 1894–1899: Oberst Günther von Le Suire
- 1899–1904: Oberst Hugo Bouhler
- 1904–1907: Oberst Hermann Freiherr von Gebsattel
- 1907–1910: Oberstleutnant Karl von Staudt
- 1910–1911: Major Maximilian Braun
- 1911–1915: Oberst Eduard Freiherr von Crailsheim
- 1915–1918: Major Maximilian Zürn
- 1918–1919: Major Bertold Freiherr von Bibra

## Märsche des Regiments
- Parademarsch zu Fuß: Revue-Marsch, AM II 151 von August Reckling
- Parademarsch im Schritt: Geschwindmarsch (Marsch des Garde-Kürassier-Regiments), AM III 55 von Erbprinzessin Charlotte von Sachsen-Meiningen
- Parademarsch im Trab: Amboß Polka, HM III B 42 von Albert Parlow
- Parademarsch im Galopp: Bayerische Galopp-Fanfare, AM III 140 von Max Böhme
- Präsentiermarsch: Parademarsch Nr. 1, AM III 51 von Julius Möllendorf